# 張誌家
張 誌家（チャン・ズージャ、1980年5月6日 - 2024年1月1日）は、台湾（中華民国）の彰化県出身のプロ野球選手（投手）。右投右打。

## 来歴

### 台湾時代
2001年に開催されたIBAFワールドカップ・3位決定戦で、日本代表を5安打完封した。
2002年のTMLのドラフトで誠泰太陽から1位指名を受け入団。しかし、前年の日本代表戦での活躍もあり、同年の4月30日に読売ジャイアンツとの争奪戦の末西武ライオンズに入団。公式には発表されていないものの、ベースボール・マガジン社が発行するトレーディングカードの記述によれば10年契約であったという。

### 西武時代
シーズン途中入団ということもあって来日当初は二軍で調整。先発した5月19日の湘南シーレックス戦（横須賀スタジアム）では4回1安打無失点の内容だった。その後6月2日の日本ハムファイターズ戦（西武ドーム）で来日初登板初先発を果たし、6回無失点で来日初勝利を挙げた。6日後の千葉ロッテマリーンズ戦では6回から登板し、4回を無失点に抑え、来日初セーブを挙げた。7月1日のロッテ戦（西武ドーム）では来日初完投となる初完封勝利を記録するとそのまま先発ローテーションに定着し、故障で離脱した松坂大輔の穴を埋める活躍を見せた。途中入団だったこともあり、最終的に規定投球回には到達しなかったが、19試合の登板で10勝4敗1セーブを記録し、リーグ優勝に貢献した他、国際大会ではチャイニーズタイペイ代表として活躍した。一方自身の獲得を争った巨人との日本シリーズでは第3戦に先発するも打線の勢いをとめることができず3回0/3を投げて5失点でKOされ敗戦投手となり、チームは4連敗で日本一を逃した。
2003年も前年の活躍もあり先発ローテーション入りしたが、防御率4点台と安定感を欠き、7勝7敗の成績で終わった。一方札幌ドームで行われたオリンピック予選で韓国、中国を抑えてアテネオリンピック出場を決めた。
2004年も引き続き先発として活躍し、オールスターに監督推薦で選出され第2戦で2番手投手で登板、勝利投手になった。アテネオリンピックにも中華民国代表に選出され、カナダとイタリア戦で先発した。しかしその後は、台湾チーム敗退後に日本に戻らずバカンスに興じていたこともあり、以後精彩を欠くこととなる。9月21日のロッテ戦ではベニー・アグバヤニ、マット・フランコ、李承燁に3者連続本塁打を打たれた。同年は来日初の規定投球回到達を果たし9勝8敗の成績を挙げた。しかし、中日ドラゴンズとの日本シリーズでは第4戦に先発するも3回1/3を投げて5失点で敗戦投手となり、日本シリーズでは結果を残せなかったが、チームは12年ぶりの日本一を果たした。
2005年は肩の故障もあり、来日初の一軍未登板に終わった。
2006年は復活を期したが、直球の最高球速が130km/hを切るなど全盛期の球威が戻らず、2年続けての一軍登板なしに終わった。そして9月30日、契約期間を残したまま球団から翌年の契約を結ばないことが発表された。

### La Newベアーズ時代
2008年5月に、中華職業棒球大聯盟のLa Newベアーズに入団。かつてほどの球威はないものの、先発投手として復活を果たしつつあった。
2009年10月、台湾プロ野球界の長年の問題である「放水（八百長）」問題で事情聴取を受けたが、容疑を否認。長期間の拘束を免れるため、保釈金を支払い、La Newは12月15日付で張を解雇した。

### La Newベアーズ退団後
2010年2月10日、台湾検察当局は張誌家ら選手監督7人を含む24人を賭博罪、詐欺罪で起訴した。張誌家は懲役2年を求刑された。2014年8月13日、台湾高等法院は懲役2年もしくは罰金の判決が下り、陳致遠、蔡豊安、楊博任（いずれも懲役6か月もしくは罰金）らと共に有罪が確定した。
2024年1月1日、中華人民共和国広東省深圳市の自宅で亡くなっているのが発見された。心筋梗塞により死去したと見られる。43歳没。

## 選手としての特徴
直球の最速は、2002年に西武と契約した際は151km/hだった。変化球はチェンジアップ、フォークボール、カーブを投じた。

## 詳細情報

### 年度別投手成績
| 年 度     | 球 団     | 登 板 | 先 発 | 完 投 | 完 封 | 無 四 球 | 勝 利 | 敗 戦 | セ 丨 ブ | ホ 丨 ル ド | 勝 率 | 打 者 | 投 球 回 | 被 安 打 | 被 本 塁 打 | 与 四 球 | 敬 遠 | 与 死 球 | 奪 三 振 | 暴 投 | ボ 丨 ク | 失 点 | 自 責 点 | 防 御 率 | W H I P |
| --------- | --------- | ----- | ----- | ----- | ----- | -------- | ----- | ----- | -------- | ----------- | ----- | ----- | -------- | -------- | ----------- | -------- | ----- | -------- | -------- | ----- | -------- | ----- | -------- | -------- | ------- |
| 2002      | 太陽      | 5     | 5     | 3     | 1     | --       | 3     | 2     | 0        | 0           | .600  | 152   | 39.0     | 29       | 2           | 4        | 0     | 0        | 50       | 0     | 0        | 9     | 7        | 1.61     | 0.82    |
| 2002      | 西武      | 19    | 16    | 3     | 1     | 0        | 10    | 4     | 1        | --          | .714  | 467   | 116.1    | 81       | 18          | 38       | 1     | 4        | 121      | 2     | 0        | 39    | 35       | 2.71     | 1.02    |
| 2003      | 西武      | 22    | 21    | 1     | 1     | 0        | 7     | 7     | 0        | --          | .500  | 551   | 124.2    | 133      | 14          | 53       | 0     | 5        | 112      | 6     | 1        | 72    | 69       | 4.98     | 1.49    |
| 2004      | 西武      | 22    | 21    | 3     | 2     | 0        | 9     | 8     | 0        | --          | .529  | 631   | 146.0    | 137      | 22          | 57       | 1     | 10       | 119      | 5     | 0        | 67    | 60       | 3.70     | 1.33    |
| 2008      | La New    | 22    | 13    | 0     | 0     | 0        | 3     | 4     | 0        | 5           | .428  | 333   | 75.0     | 80       | 5           | 29       | 0     | 4        | 60       | 1     | 0        | 41    | 32       | 3.84     | 1.50    |
| 2009      | La New    | 26    | 19    | 0     | 0     | 0        | 10    | 9     | 0        | 0           | .526  | 587   | 135.2    | 145      | 10          | 51       | 0     | 3        | 94       | 4     | 1        | 70    | 65       | 4.31     | 1.44    |
| TML：1年  | TML：1年  | 5     | 5     | 3     | 1     | --       | 3     | 2     | 0        | 0           | .600  | 152   | 39.0     | 29       | 2           | 4        | 0     | 0        | 50       | 0     | 0        | 9     | 7        | 1.61     | 0.82    |
| NPB：3年  | NPB：3年  | 63    | 58    | 7     | 4     | 0        | 26    | 19    | 1        | --          | .578  | 1649  | 387.0    | 351      | 54          | 148      | 2     | 19       | 352      | 13    | 1        | 178   | 164      | 3.81     | 1.29    |
| CPBL：2年 | CPBL：2年 | 23    | 16    | 0     | 0     | 0        | 13    | 13    | 0        | 5           | .500  | 920   | 210.2    | 225      | 15          | 80       | 7     | 0        | 154      | 5     | 1        | 111   | 97       | 4.14     | 1.46    |

### 表彰
- 月間MVP：1回（2004年6月）
- オールスターゲーム優秀選手賞：1回（2004年第2戦）
- パ・リーグ連盟特別表彰：1回（2002年）※江夏豊、木田勇の連続イニング奪三振記録を23イニングを28イニングに更新したため

### 記録
NPB
- 初登板・初先発・初勝利：2002年6月2日、対日本ハムファイターズ11回戦（西武ドーム）、6回無失点[1][2]
- 初奪三振：同上、1回表に小笠原道大から
- 初セーブ：2002年6月8日、対千葉ロッテマリーンズ10回戦（西武ドーム）、6回表に2番手で救援登板・完了、4回無失点
- 初完投勝利・初完封勝利：2002年7月1日、対千葉ロッテマリーンズ13回戦（西武ドーム）、9回3安打無失点[7]
- 連続イニング奪三振28：2002年7月21日、対大阪近鉄バファローズ21回戦（大阪ドーム）の1回裏（大村直之） - 8月12日、対千葉ロッテマリーンズ18回戦（千葉マリンスタジアム）の5回裏（伊与田一範）
- 外国人選手3者連続被本塁打：2004年9月21日、対千葉ロッテマリーンズ27回戦（西武ドーム）、6回表にベニー・アグバヤニ、マット・フランコ、李承燁に ※史上初
- オールスターゲーム出場：1回 （2004年）

### 背番号
- 99 （2002年 - 2006年、2008年 - 2009年）

## 関連情報

### 音楽
2002年4月、台湾・GMMからアルバム『It's my war』をリリースした。